# Elspeth Diederix

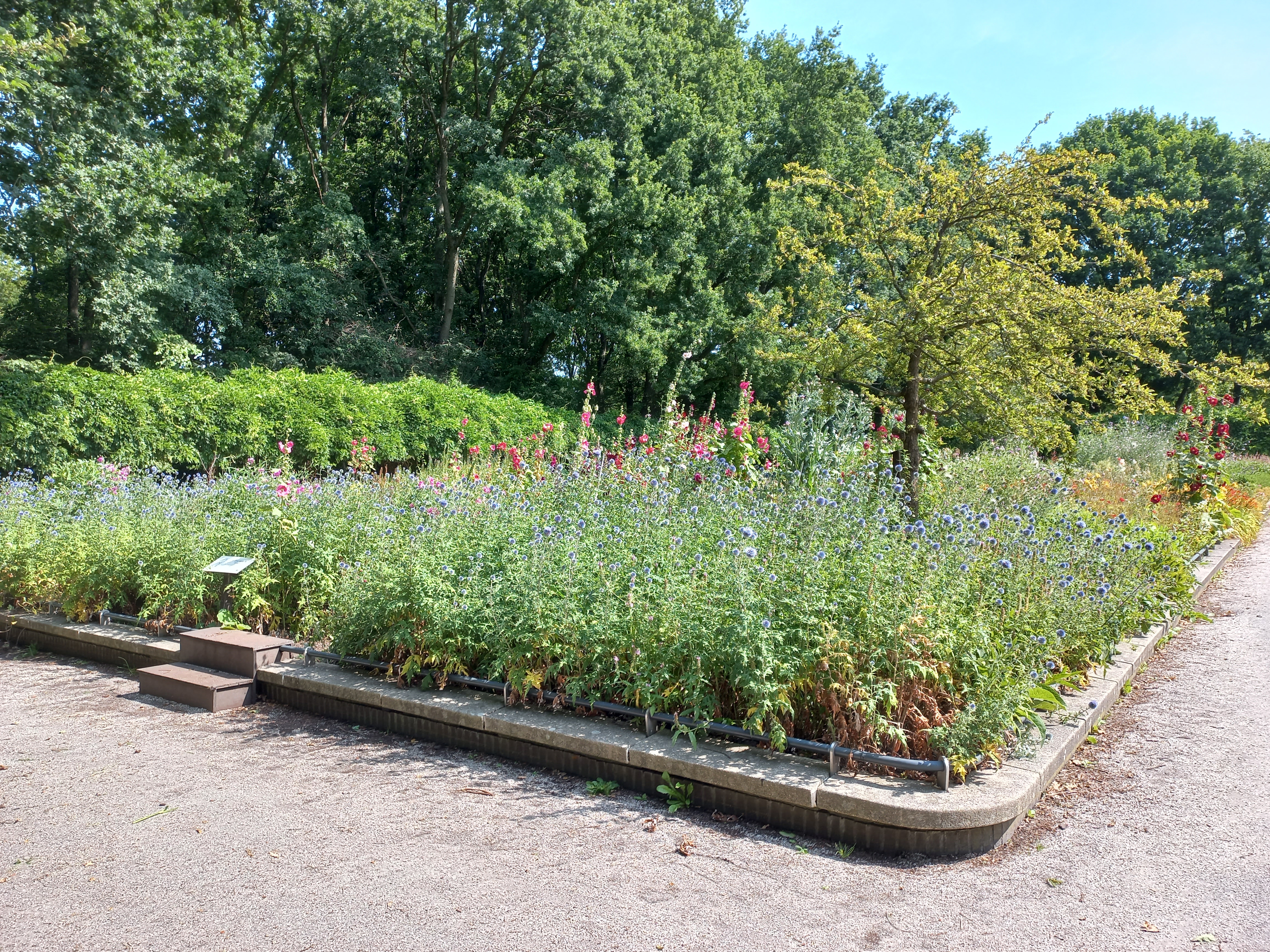
The miracle garden (juli 2022)

Elspeth Diederix (Nairobi, 1971) is een Nederlands fotograaf.

## Leven en werk
Diederix werd geboren in Kenia, als dochter van een geoloog, en groeide op in Colombia. Ze studeerde aan de Gerrit Rietveld Academie (1990-1995) en de Rijksacademie (1998-2000). Ze volgde de richting schilderen en sculptuur, maar koos uiteindelijk voor de fotografie. Ze reisde voor haar werk de hele wereld over. Diederix wil in haar werk de schoonheid van dingen laten zien. Sinds 2009 heeft ze een weblog, waarbij de groei en bloei in haar tuin wordt vastgelegd. Ze publiceerde een aantal fotoboeken. 
Diederix exposeerde onder meer bij het Museum Jan Cunen, het Dordrechts Museum en het Stedelijk Museum Amsterdam. In 2002 ontving ze de Prix de Rome en in 2005 kunstprijs De Scheffer.

## Opdrachten (selectie)
- eens serie van negen foto's (2000) voor de hal van het Academisch Medisch Centrum
- Selvatica Plastica (2005), een serie foto's voor een fietstunnel in Apeldoorn, waarbij foto's van de jungle in Costa Rica werden gecombineerd met alledaagse voorwerpen.[7]
- Tulipa & Narcissus (2015), een serie van drie foto's voor het UMC Utrecht
- The miracle garden (2017), inrichting van een aantal perken in het Erasmuspark, Amsterdam-West